# Ganges, Hérault
Ganges este o comună în departamentul Hérault din sudul Franței. În 2009 avea o populație de 4.110 de locuitori.

## Evoluția populației
| An        | 1975  | 1982  | 1990  | 1999  | 2006  | 2009  |
| --------- | ----- | ----- | ----- | ----- | ----- | ----- |
| Populație | 3.858 | 3.533 | 3.343 | 3.502 | 3.887 | 4.110 |